# Artemis I

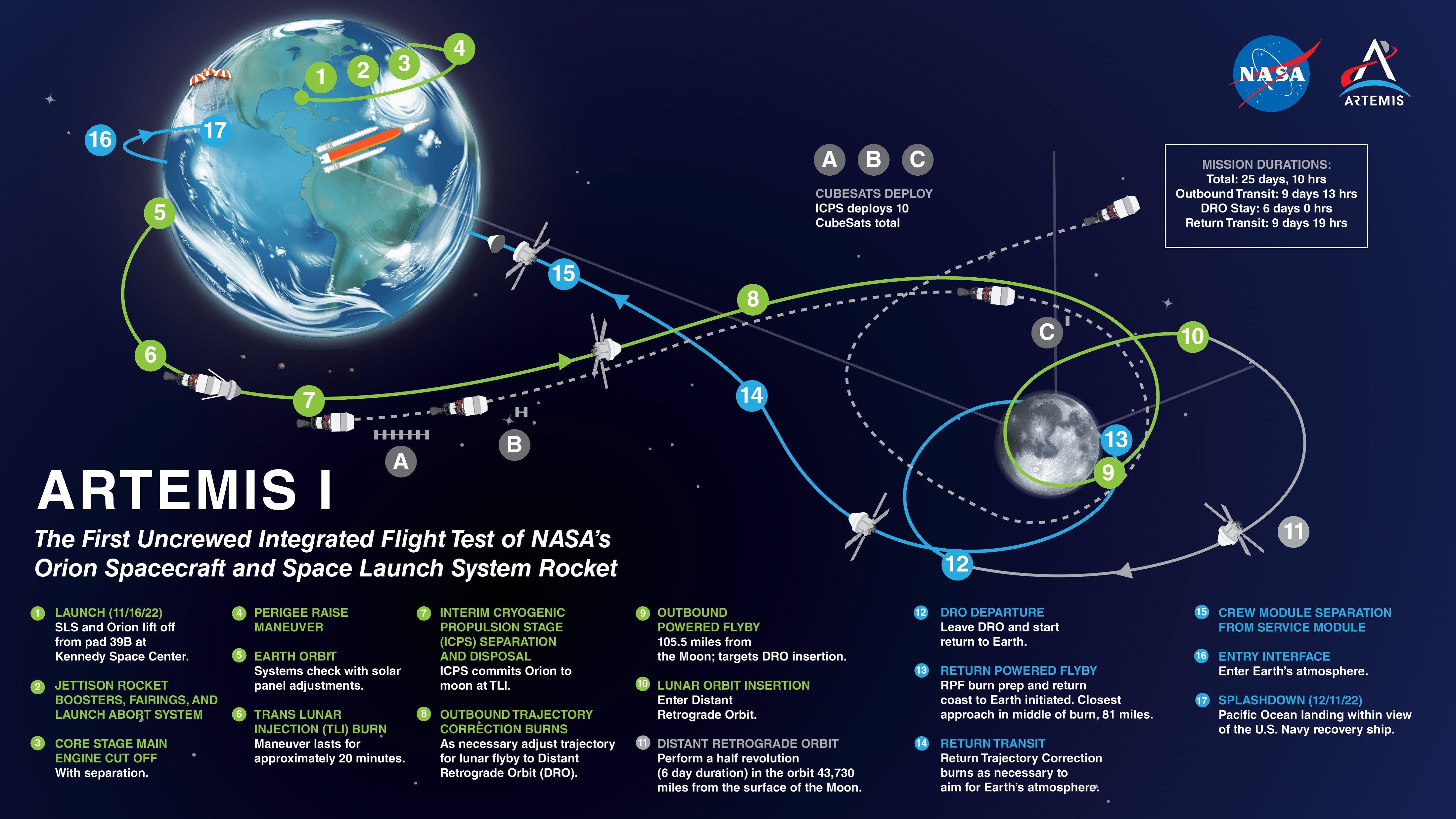
Het beoogde traject van Artemis 1

Artemis I, tot mei 2019 bekend als Exploration Mission 1 (EM-1) was de eerste vlucht onder NASA’s Artemisprogramma, de tweede onbemande ruimtevlucht van NASA's Orion-ruimtecapsule en de debuutvlucht van het Space Launch System. De succesvolle vlucht werd op 16 november 2022 gelanceerd vanaf het Kennedy Space Center. De Orioncapsule vloog vervolgens drie rondes om de Maan waarvan een op grote afstand en landde 26 dagen later op 11 december 2022 in de Grote Oceaan voor de kust van Mexico.

## Missie
De Artemis I-missie wordt uitgevoerd met de eerste lancering van een Space Launch System-raket in de Block I-configuratie. Het is de tweede lancering van een Orion-capsule, maar de eerste met alle systemen aan boord die is gebouwd volgens het eindontwerp en niet als prototype geldt. Ook is het de eerste lancering vanaf complex LC-39B van het Kennedy Space Center sinds Ares I-X in 2009. Tijdens de 26 dagen tellende vlucht zal men de gedeeltelijk aanwezige lifesupport-systemen en de eveneens debuterende Europese servicemodule testen.
In 2019 werd NASA’s Artemisprogramma opgestart. Daarmee wilde NASA aanvankelijk al in 2024 een bemande maanlanding uitvoeren (dit wordt later). Alle reeds geplande SLS-Orion-testvluchten werden daarbij in het Artemisprogramma ondergebracht en de aanvankelijke naam Exploration Mission 1 werd veranderd in Artemis 1.
Zo’n twee uur na de lancering zal de bovenste rakettrap een Aarde-verlatingsstoot uitvoeren om trans lunar injection, een overgangstraject naar de Maan, te bereiken. Na vijf dagen zal de Orion voor het eerst dicht langs de Maan vliegen waarop deze zich in een elliptische ruime retrograde baan om de Maan zal manoeuvreren. Daarbij wordt een afstand van ruim 60.000 kilometer voorbij de Maan bereikt; nooit eerder vloog een capsule zo ver van de Aarde. Na een verblijf van twee weken in die baan zal de Orion weer terugkeren naar een traject dicht langs de Maan dat de Orion een zwaartekrachtslinger terug naar de Aarde geeft. Voor de terugkeer op Aarde zal de servicemodule worden afgekoppeld. Tijdens de terugkeer in de dampkring zal het hitteschild van de Orion voor het eerst aan de volledige terugkeersnelheid en bijbehorende hitte van een Maanmissie worden blootgesteld.
Een verschil met een bemande missie is dat wanneer er zich tijdens de fase direct na de lancering een defect als het uitvallen van een van de boordcomputers of defect zonnepaneel voordoet, de vlucht toch wordt doorgezet omdat er veel meer testdoelen te behalen zijn.
Naast het lanceercontrolecentrum op het Kennedy Space Center (Florida) en het vluchtcontrolecentrum op het Johnson Space Center (Houston) is er ook een vluchtcontrolecentrum in Noordwijk actief dat de Europese servicemodule op gedetailleerder niveau volgt.
Aan boord van de Orion is een dummy die moet meten door hoeveel kosmische straling een vrouwelijk lichaam wordt geraakt tijdens een missie buiten de Vanallengordels.

### Secundaire missie
Behalve de Orion-capsule werden er ook tien CubeSats gelanceerd. Deze waren in de Orion-adapterring van de tweede trap van de draagraket geplaatst en werden in hun traject afgezet na het loskoppelen van de Orion. De adapterring biedt overigens ruimte aan maximaal dertien CubeSats.

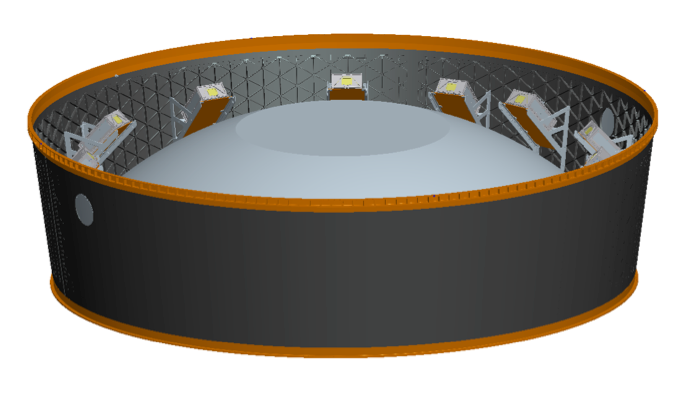
De SLS/Orion-adapterring met 13 CubeSats.

Vooraf aan het lanceervenster van september/oktober 2022 waren er zorgen over vijf van de tien CubeSats. Mogelijk was de tijd tussen de installatie in de raket en de lancering te lang geweest en waren de accu’s daardoor ontladen waardoor ze niet meer kunnen werken. De andere satellieten werden vanuit de raket van elektriciteit voorzien. Doordat de raket in oktober terug ging naar het VAB konden de accu’s in die periode worden bijgeladen.
Uiteindelijk was de lancering voor zes van de tien CubeSats succesvol. Met vier CubeSats werd of geen contact gemaakt dan wel te laat contact gemaakt waardoor ze hun taak niet meer konden uitvoeren.

## Onderzochte alternatieven

### Bemannen EM-1
Op 15 februari 2017 (een kleine maand na het aantreden van president Trump) verzond waarnemend NASA-administrator Robert Lightfoot een memo waarin hij een onderzoek gelastte naar de mogelijkheid van het bemannen van vlucht EM-1. Dit zou EM-1 vertragen maar missie EM-2 overbodig maken. Dit was echter omstreden en gaf aan dat de regering Trump bereid leek te zijn meer risico te nemen en de zaken te versnellen. Bemanning op vlucht EM-1 had volgens toenmalig hoofd bemande ruimtevaart van NASA Bill Gerstenmaier alleen zin gehad als de vlucht uiterlijk in 2019 zou plaatsvinden. De missie zou dan 8 tot 9 dagen duren en een vergelijkbare baan volgen als Apollo 8. Op 12 mei 2017 werd bekendgemaakt dat EM-1 onbemand zou blijven.

### Andere draagraket
Nadat bezuinigingen door het Amerikaans Congres op doorontwikkelingen van het SLS en nieuwe vertragingen van de bouw van de eerste raket bekend werden, had NASA’s directeur Jim Bridenstine op 13 maart 2019 aangegeven te overwegen EM-1 met commerciële draagraketten te lanceren. Het plan was dan de Orion met een eerste draagraket in een baan om de Aarde te brengen en met een tweede raket een volledig getankte rakettrap die als Aarde-verlatingstrap moet functioneren in de ruimte te brengen, waarna de Orion en de rakettrap koppelen en samen het traject naar de Maan vervolgen. Met dit plan hoopte Bridenstine EM-1 toch in 2020 te kunnen lanceren. Er was nog geen koppelingsmechanisme ontwikkeld. Dat had dan dus in een jaar tijd moeten gebeuren. Bridenstine was overtuigd van de kracht van Amerikaanse ruimtevaartbedrijven om dit te bewerkstelligen. Een verkennend onderzoek zou een week later al klaar zijn.
Twee weken later gaf Bridenstine tijdens de vijfde vergadering van de National Space Council aan dat EM-1 toch met het SLS wordt gelanceerd. Boeing had een manier gevonden om tijd te besparen door de raket op het lanceerplatform op het Kennedy Space Center te testen in plaats van op de testinstallatie van het Stennis Space Center, waardoor de logistieke operatie inkort. Bovendien, zo legde Bridenstine op 1 april 2019 tijdens een zogenaamde “town hall meeting” voor NASA-personeel uit, was geen van de plannen die technisch konden werken voor 1 juni 2020 te realiseren. Van dit plan werd later toch afgezien. Wel worden plannen voor Falcon Heavy met een toegevoegde cryogene Upperstage verder uitgewerkt als alternatief voor latere missies.

## Assemblage
In augustus 2019 was de meeste hardware voor de vlucht af. Er moesten echter nog wel tests worden uitgevoerd voor deze lanceerwaardig zou worden gekeurd.

### Draagraket
De Interim Upperstage van de SLS-Block I werd op 7 maart 2017 naar het Kennedy Space Center overgebracht. Het testen en kwalificeren van de vier RS-25-hoofdmotoren waren in oktober 2017 afgerond. Op 25 augustus 2019 was de bouw van SLS-Corestage CS-1 voltooid. Op 26 augustus werd ook de voltooiing van de tien segmenten van de boosters gemeld. Op 8 november 2019 waren de vier hoofdmotoren op de SLS-Corestage gemonteerd.
Op 9 januari 2020 verliet de afgebouwde SLS-Corestage NASA’s Michoud Assembly Facillity in New Orleans om met NASA’s schip de Pegasus naar het Stennis Space Center te worden gevaren voor de green run test die daar moet plaatsvinden. Op 22 januari werd de Corestage op testinstallatie B-2 geplaatst.
Op 12 juni 2020 kwam een trein met de tien boostersegmenten voor de sideboosters van de SLS-raket aan op het Kennedy Space Center. Als extra vracht vervoerde deze trein ook dummy-Common Booster Segments vanuit dezelfde Northrop Grumman-fabriek die als trainingsmateriaal zouden worden ingezet voor de drie maanden later geannuleerde raket OmegA, een nieuw type raket dat eveneens in het Vehicle Assembly Building in elkaar zou worden gezet en vanaf hetzelfde lanceercomplex zou worden gelanceerd.

### Servicemodule
Eind 2018 werd de Europese servicemodule (ESM)| naar de Verenigde Staten getransporteerd. Op 5 augustus 2019 werd de hoofdmotor van de servicemodule ontstoken tijdens een kwalificatietest in een testopstelling. Dit betreft een aangepaste AJ10-190 afkomstig van Spaceshuttle Atlantis.

### Orion
Met de bouw van de Orion-capsule voor EM-1 werd in januari 2016 aangevangen en eind juli 2019 was de Orion-capsule voltooid. Op 12 november 2019 waren de Orion-capsule en de servicemodule op elkaar geplaatst en was deze combinatie voltooid. Op 13 augustus 2020 werd de Orion aan de SLS-Orion-adapter bevestigd. Op 1 september 2020 maakte NASA bekend dat Orion was gecertificeerd voor Artemis I.
Op 30 november 2020 bleek een onderdeel van een van de acht stroom- en data-apparaten van de Orion-capsule defect. Er zou door Lockheed Martin een plan worden gemaakt om dit zeer moeilijk te bereiken onderdeel te vervangen. Op 17 december deelde NASA mee dat ze het onderdeel niet vervangen omdat er voldoende reservesystemen voor een onbemande vlucht in Orion aanwezig zijn.
Op 14 januari 2021 werd de volledig afgebouwde Orion uit zijn assemblagestandaard gehesen en overgedragen aan het team grondsystemen dat de Orion zal klaarmaken en op de raket zal monteren. Op 16 januari werd de Orion overgebracht naar het Vehicle Assembly Building (VAB).

### Operationalisering
Het mobiele lanceerplatform voor de SLS-Block I werd in de zomer van 2018 voltooid. Eind oktober 2020 werd het mobiele lanceerplatform voor de laatste maal getest op LC-39B en terug naar het Vehicle Assembly Building (VAB) gereden. Ondertussen werd de Mississippi-delta voor de vierde keer in enkele maanden door een orkaan (Zeta) getroffen waardoor de testinstallaties op het Stennis Space Center reparaties nodig hadden en de green run test nog meer vertraging opliep.
Op 18 november werd bekendgemaakt dat de laatste test van de green run test, de statische start met volle duur, rond de week van 21 december zou plaatsvinden. De zevende en een-na-laatste test van de green run test waarbij de raket zou worden volgetankt liepen echter niet als verwacht. De temperatuur van de vloeibare waterstof was te hoog waarop de test werd afgebroken en de afronding van de green run langer op zich laat wachten.
Op 21 november 2020 werden de eerste twee delen van een van de boosters op het mobiele platform en op elkaar geplaatst waarmee de integratie van de raket begonnen is.
Op 6 januari 2021 werd bekendgemaakt dat de statische start met volledige duur, het laatste onderdeel van de green run test, voor 17 januari 2021 stond ingepland. Een paar dagen later werd de test een dag vervroegd. Op 16 januari 2021 werden de vier motoren gestart. Na iets meer dan een minuut werden de motoren voortijdig uitgeschakeld. Enkele uren later meldde NASA dat er mogelijk een flits was waargenomen in de isolatie van motor 4. Meer was er nog niet duidelijk. Achteraf bleek dat de motoren perfect hadden gefunctioneerd en dat de anomalie als gevolg van de instellingen van computersystemen was opgetreden. Een deel van de software was ingesteld op een daadwerkelijke vlucht in plaats van een grondtest waardoor er metingen niet overeenkwamen en de motoren werden uitgeschakeld.

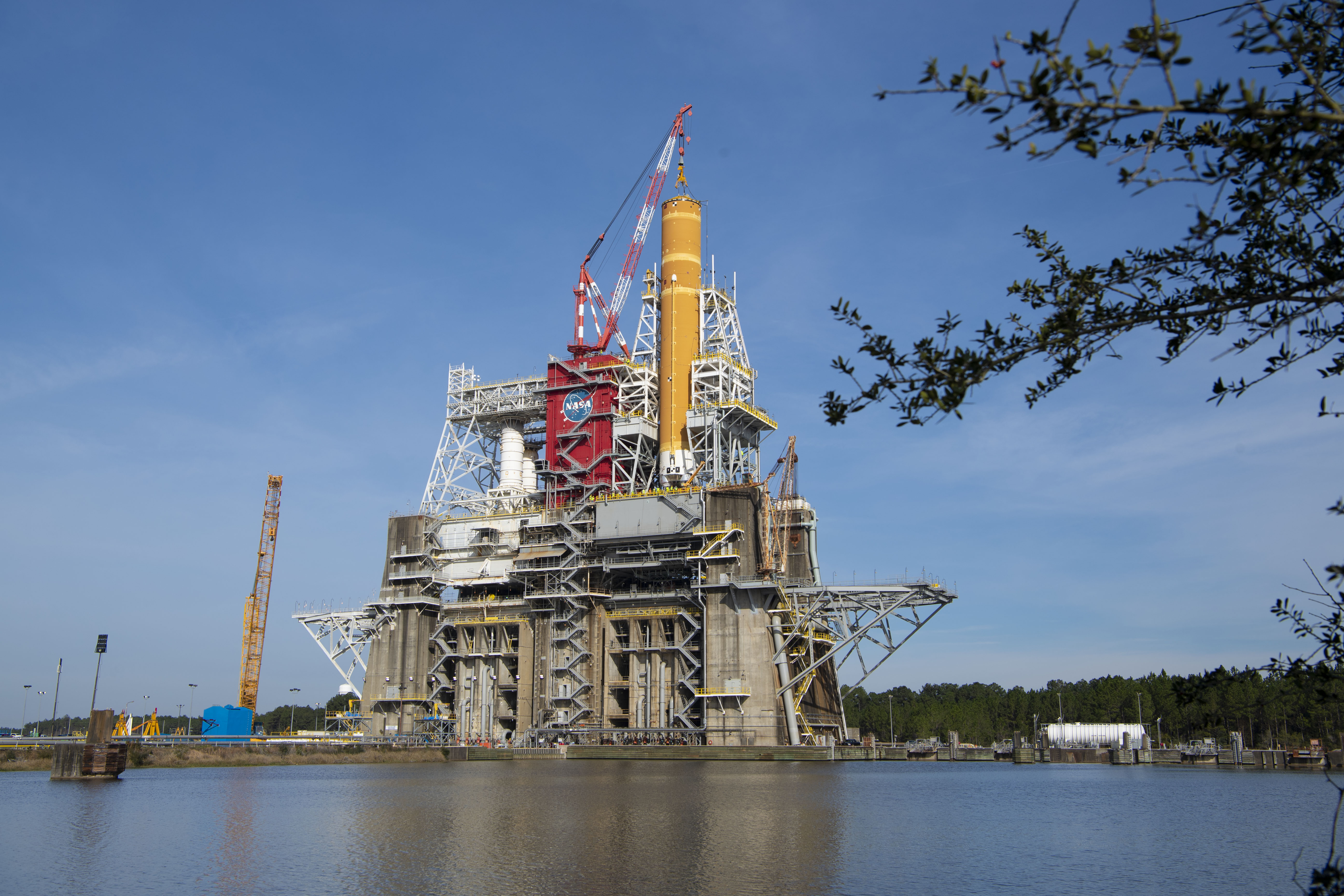
De centrale rakettrap op de B-2 Testinstallatie van het Stennis Space Center voor de green run test

Op 1 februari werd officieel bekendgemaakt dat er een tweede hotfiretest werd gepland om de motoren te testen. De test staat gepland voor de vierde week van februari. Dit werd later 25 februari, maar ook die planning hield het niet nadat een mogelijk defecte klep in de zuurstoftoevoer van een van de hoofdmotoren was ontdekt. De test werd uitgesteld tot 18 maart. Ondertussen was de assemblage van de vastebrandstofboosters in het Vehicle Assembly Building voltooid. Op 18 maart 2021 werd de hotfiretest nogmaals uitgevoerd. Deze keer werd de volle 500 seconden gehaald. Een maand later, op 19 april werd de eerste trap na het ondergaan van een kleine opknapbeurt werd de core-booster op de Pegasus geladen om naar het Kennedy Space Center te worden gevoerd. Op 27 april kwam de Pegasus daar aan. Met het arriveren van de Corestage zijn alle onderdelen aanwezig.
Op 29 april 2021 werd de Corestage naar het Vehicle Assembly Building gebracht om daar te worden voorbereid op bevestiging aan de Solid Rocket Boosters. Op 10 en 11 juni 2021 werd de Corestage in het VAB overeind gehesen. Op 12 juni werd de Corestage aan de takel naar highbay 3 gebracht en tussen de SRM’s gehangen. In de daarop volgende weken werd de raket geïntegreerd. Bovenop de raket werd voorlopig een massasimulator (ter vervanging van de Orion) geplaatst zodat vibratietesten konden worden uitgevoerd. Het werk in het VAB raakte wel twee maanden achter op schema. Hoewel NASA officieel eind 2021 als lanceerdatum aanhield meldde Ars Technica dat dat realistisch gezien op zijn vroegst in het voorjaar van 2022 kon zijn en nog waarschijnlijker in de zomer.
Eind september 2021 werden in het VAB tests uitgevoerd, onder meer het laten schudden van de raket en met hamers erop tikken om eventuele resonanties in zowel de raket als de lanceerconstructie te ontdekken. Ook werden de quick-disconnectors waarmee de voedingslijnen van de raket net voor de lancering worden ontkoppeld getest.

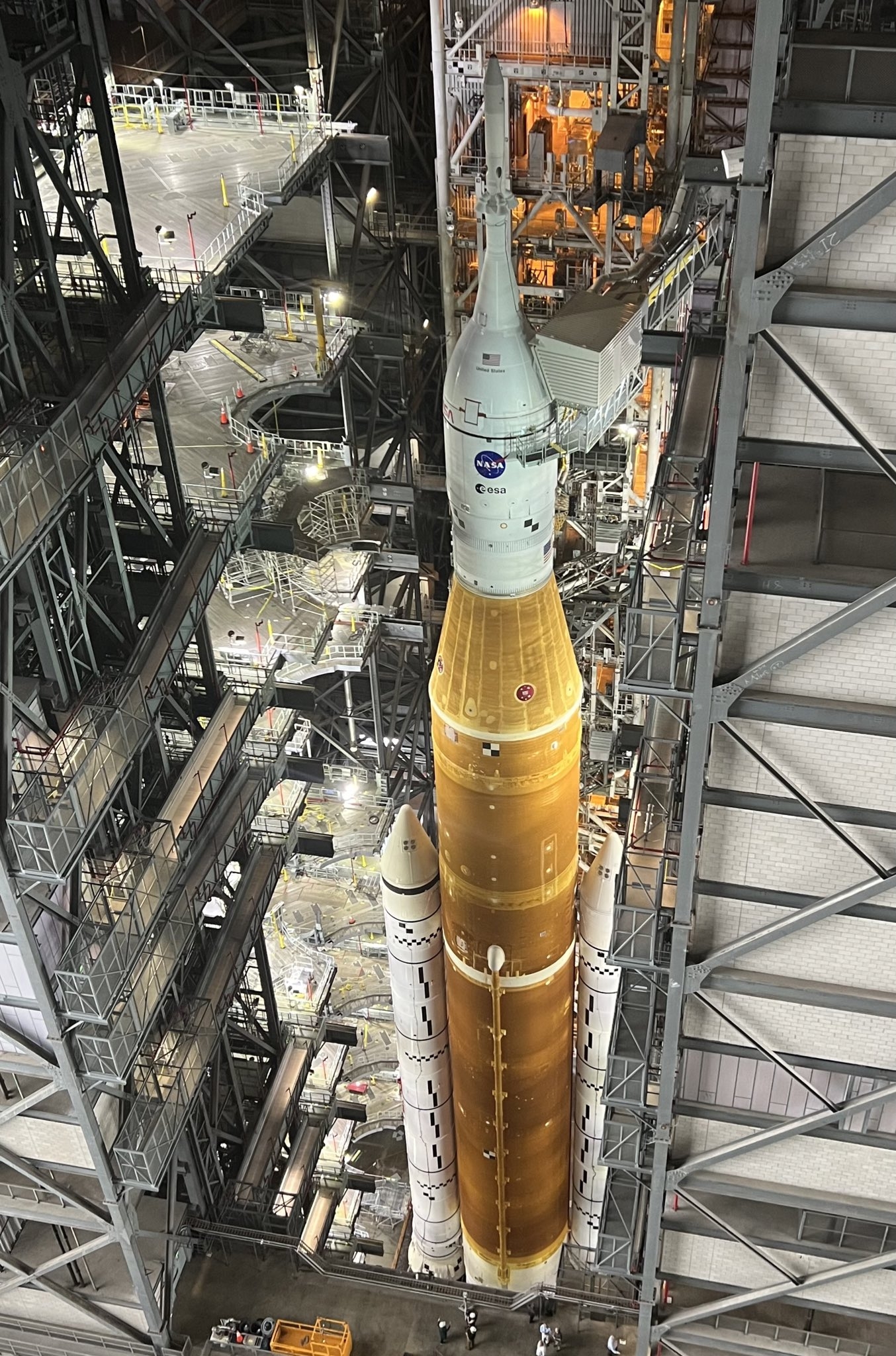
Artemis I SLS-Orion in het Vehicle Assembly Building

Op 21 oktober 2021 was de massasimulator vervangen door het Orion-ruimteschip en was de raket compleet.

## Roll-out en generale repetitie

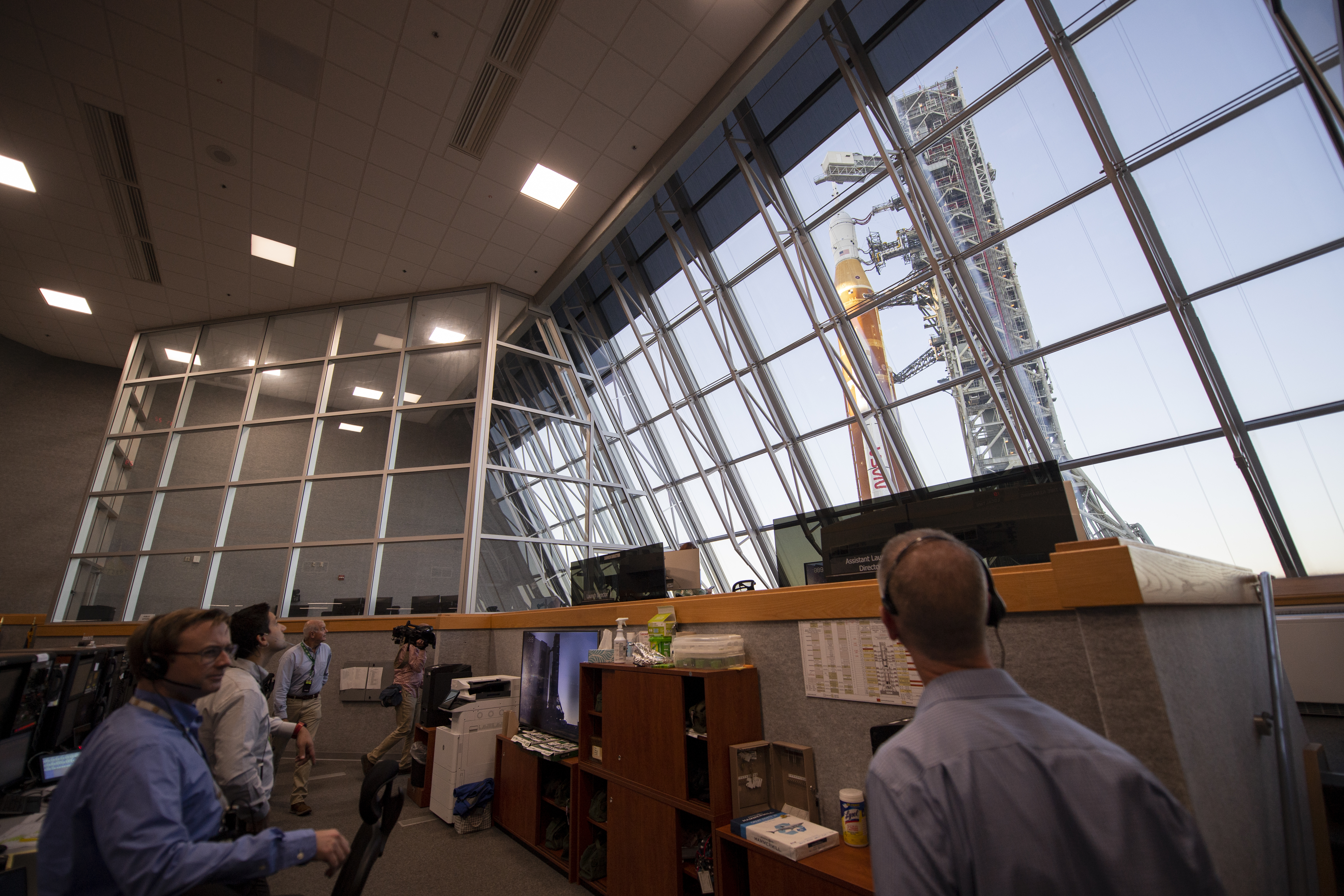
De raket rijdt voorbij het lanceercentrum naar de lanceerplaats

Volgens de planning van 25 oktober 2021 zou er in januari 2022 een generale repetitie (ook wel aangeduid met de Engelse term Wet Dress Rehearsal) plaatsvinden en is de richtdatum 12 februari. Er werden ook tijdvakken in maart en april gereserveerd voor de lancering. Pas na de generale repetitie zou er meer zekerheid zijn over de lanceerdatum. De roll-out die daaraan vooraf moet gaan liep in december 2021 vertraging op doordat er een niet nader gespecificeerd probleem met een van RS-25-motoren werd ontdekt. 
Op 17 januari 2022 werd aangekondigd dat de raket op 15 februari van het VAB naar het lanceercomplex 39B zal worden gereden. Een dag later, op 18 januari, werd de pers uitgenodigd om zich in te schrijven voor de lancering die volgens de uitnodiging op haar vroegst in maart 2022 zal plaatshebben. Op 1 februari 2022 was de roll-out volgens ruimtevaartjournalist Christian Davenport van de Washington Post reeds uitgesteld tot 8 maart. Dit uitstel van enkele weken werd een dag later door NASA bevestigd zonder een harde datum te noemen. Er waren geen grote problemen maar de extra tijd werd nodig geacht voor het afronden van het werk in het VAB.
De roll-out werd vervolgens nog een week doorgeschoven naar 17 maart; de dag waarop het ook daadwerkelijk gebeurde. Om ongeveer 17:50 lokale tijd kwam de Crawler-Transporter met daarop het mobiele lanceerplatform, de lanceertoren en de raket in beweging. Het transport en de plaatsing op Lanceercomplex 39B namen zo’n elf uur in beslag.

### Eerste campagne voor generale repetitie
Na plaatsing zullen diverse tests plaatsvinden die moeten culmineren in een generale repetitie waarbij de lanceersequentie tot T-9,8 seconde voor de lancering wordt uitgevoerd. Bij een daadwerkelijke lancering worden er vanaf 9,7 seconde stuwstoffen naar de motoren gepompt. Die grens wil NASA tijdens de generale repetitie niet passeren. Op 28 maart werd een critical readiness review gehouden waarbij alle systemen tegen het licht werden gehouden en klaar bleken voor de generale repetitie. 
De generale repetitie stond voor 3 april 2022 op de planning. De aftelsequentie voor de generale repetitie werd overigens al op 1 april om 21:00 UTC gestart. De lancering van SpaceX-vlucht AX-1 op het nabijgelegen platform LC-39A moest wegens de generale repetitie van 3 naar 6 april worden verschoven. Op 2 april trok zwaar onweer over het Kennedy Space Center. Daarbij sloeg meermaals de bliksem in die werd opgevangen door de aanwezige bliksemafleiders. Er werd daarop onderzocht of er schade aan de raket of grondsystemen was. Uiteindelijk kon de test worden hervat.
De volgende dag, 3 april, moest het vullen van de stuwstoftanks worden geannuleerd en de test daarmee voor die dag worden stilgelegd omdat een aantal ventilatoren van het mobiele lanceerplatform niet werkte. Hierdoor kon geen overdruk worden gecreëerd die nodig is om gevaarlijke gassen buiten bepaalde ruimtes te houden. De volgende dag, 4 april 2022, werd de test hervat. 31 minuten voor het geplande einde moest de test wederom voor de rest van de dag worden stilgelegd wegens een probleem met een ventiel van de raket. Op dat moment was de CoreStage-tank voor vloeibare zuurstof half gevuld.
Op 5 april werd de generale repetitie niet hervat maar uitgesteld tot zeker na de lancering van AX-1. 11 april werd op 7 april als werkdatum voor de hervatting bekendgemaakt. Op 8 april werd een probleem met een heliumventiel in de Interim Cryogenic Propulsion Stage (ICPS) ontdekt wat een nieuwe poging tot generale repetitie met een paar dagen vertraagde. Op 14 april zou de generale repetitie daarom volgens een aangepast schema worden uitgevoerd waarbij de ICPS niet zal worden gevuld. Het probleem met het bewuste ventiel zal later worden verholpen. 
Op 14 april werd de generale repetitie na een paar uur wederom gestaakt. Ditmaal wegens een waterstoflek in een toevoerslang tussen de  lanceerinstallatie en de "staart" van de raket. Twee dagen later meldde NASA dat er wegens een door te voeren aanpassing bij een leverancier tijd is vrijgekomen waarin ze de raket terug naar het VAB brengen om daar zowel het lek in de grondsystemen als het defecte ventiel te repareren alvorens ze verder gaan met testen. De roll-back is op zijn vroegst op 26 april.
Op 24 april werd de Crawler-Transporter onder het mobiele lanceerplatform teruggeplaatst. In de nacht van 25 op 26 april werd de raket terug naar het VAB gereden.

### Tweede campagne voor generale repetitie
Op 6 juni 2022 werd de raket weer naar het lanceerplatform gereden.
Op 18 juni werd de generale repetitie opnieuw aangevangen. Op 20 juni bereikte de aftelklok T -10 minuten waarop werd gepauzeerd om na te gaan welke acties moeten worden ondernomen na ontdekking van een klein waterstoflek in een ventiel. Dit lek werd vastgesteld in de waterstof-bleedline-aansluiting van een van de quick disconnect umbilicals (tankslang) onderaan de brandstoftank van de CoreStage. De pauze in de aftelsequentie werd verlengd om te kijken of het lek verholpen kan worden. Er werd een plan gemaakt om de lanceerinstallatie zodanig te manipuleren dat deze het lekje negeert zodat de test verder kan worden afgemaakt tot T -30 seconde. De oplossing hiervoor werd gevonden in het sluiten van het ventiel naar de bleedline. De bleedlines worden gebruikt om vanuit de lanceerinstallatie stuwstoffen door de hoofdmotoren te pompen voor  starten van de motoren waardoor vóór het opstijgen geen stuwstoffen uit de tanks van de raket worden gebruikt. 
Nadat enkele uren later de aftelsequentie werd hervat werd een groot deel van de doelen gehaald. Op T -29 seconde werd de klok gestopt wegens "een vlag". Men verwachtte een stop op dat moment maar het gebeurde mogelijk door een andere dan verwachte oorzaak. Hierna werd de repetitie beëindigd en werden de tanks van de raket leeggepompt. Wat er daarna zou gebeuren was niet onmiddellijk duidelijk. Mogelijk moest er nog een volgende generale repetitie worden ingepland omdat nog niet tot T -9,3 seconde was afgeteld. Maar als NASA na een data review vond dat er genoeg doelen zijn behaald kan de raket worden teruggereden naar het VAB en worden klaargemaakt voor de lancering. Ook lag er een scenario op tafel om de acties uit die laatste twintig seconden te testen zonder dat de stuwstoftanks gevuld zijn omdat dat voor die acties niet noodzakelijk is. 
Op 22 juni 2022 werd de generale repetitie voltooid verklaard. Na nog enkele kleine tests, die ook samenhingen met het waterstoflek bij de tankaansluiting, werd de raket op 2 juli 2022 teruggereden naar het VAB.

## Lanceercampagne

Eerste roll-out uit het Vehicle Assembly Building (VAB) van Artemis I

De vlucht die aanvankelijk in 2016 moest plaatshebben is vele malen uitgesteld doordat de ontwikkeling van de nieuwe raket en het ruimteschip veel vertraging opliep. Ook werd het vluchtprofiel aangepast om beter bij het Artemisprogramma aan te sluiten. De vlucht stond gepland voor 12 februari 2022 en zou 26 dagen duren.  
Op 25 februari werd bekend dat de lancering voor de tweede maal is uitgesteld en niet voor juni 2022 zou plaatsvinden. Door de problemen bij de generale repetitie zou de lanceerdatum verder opschuiven. Na de generale repetitie werd bekendgemaakt dat de lancering is gepland om gedurende het lanceervenster tussen 23 augustus en 6 september 2022 te zullen plaatsvinden. Deze testvlucht zal worden gelanceerd vanaf Lanceercomplex 39B van het Kennedy Space Center. Op 20 juli werd bekendgemaakt dat er een datum en twee reservedata waren gereserveerd voor de lancering. 29 augustus is de eerste mogelijkheid en 2 september en 5 september zijn de reservedata. De laatste roll-out werd gepland voor 18 augustus. 
In de laatste weken voor de roll-out werd nog een probleem met de afbreeksequentie ontdekt en opgelost dat mogelijk tot een automatische zelfvernietiging op valse gronden tijdens de lancering had kunnen  leiden. Op 15 augustus werd de roll-out twee dagen vervroegd naar 16 augustus. Met een klein uur vertraging wegens een onweersbui werd de Crawler-Transporter met de raket om 21:56 EST (17 augustus, 01:56 UTC) in beweging gezet.

De raket op Lanceercomplex 39B

Op 22 augustus werd de flight readiness review gehouden en bleek alles nog altijd op schema te liggen voor een lancering op 29 augustus. Op 25 augustus werd het luik van de Crew-module definitief gesloten. Een dag later werd de toegangsarm van de lanceertoren weggedraaid van de Orionmodule.

### Lanceervenster nr.25 (augustus-september 2022)
| Datum       | Opening lanceervenster (UTC) | Duur (minuten) | Status |
| ----------- | ---------------------------- | -------------- | --- |
| 23 augustus | 10:26                        | 42             | |
| 24 augustus | 10:40                        | 65             | |
| 25 augustus | 11:05                        | 120            | |
| 26 augustus | 11:13                        | 120            | |
| 27 augustus | 11:27                        | 120            | |
| 28 augustus | 11:51                        | 120            | |
| 29 augustus | 12:33                        | 120            | Gereserveerd voor lancering, aftelsequentie voortijdig wegens technische problemen stilgelegd.                                                         |
| 2 september | 16:48                        | 120            | Gereserveerd als reservedatum, niet gebruikt. |
| 3 september | 18:17                        | 120            | Op 27 augustus toegevoegd als reservedatum, lancering op 30 augustus ingepland. Aftelsequentie weer voortijdig wegens technische problemen stilgelegd. |
| 4 september | 19:44                        | 120            | Op 27 augustus toegevoegd als reservedatum, uitgesloten door lanceerpoging 3 september.                                                                |
| 5 september | 21:12                        | 90             | Gereserveerd als reservedatum, niet gebruikt. |
| 6 september | 22:57                        | 24             | Op 27 augustus toegevoegd als reservedatum, niet gebruikt.                                                                                             |

### Lanceersequentie 29 augustus
Op 27 augustus 2022 werd om 14:23 UTC de aftelsequentie van 43 uur en 9 minuten en 22 seconden gestart. De daadwerkelijke tijd tot de lancering zal enkele uren langer zijn omdat er enkele pauzes ingebouwd zijn. De minimumtijd tot de lancering is 46 uur minuten en 40 minuten en het lanceervenster biedt op 29 augustus ruimte voor een uitloop van twee uur.
Enkele uren na de start van de aftelsequentie werd de kans op gunstig lanceerweer ingeschat op zeventig procent. Ook werden 3, 4 en 6 september als reserve-lanceerdata toegevoegd mocht, afhankelijk van de reden,  een lancering voor of op 2 september niet mogelijk blijken. Op 28 augustus werd de kans op gunstig lanceerweer bij de opening van het lanceervenster op 80 procent gegeven. Dit loopt terug naar 60 procent aan het einde van het lanceervenster.
Tijdens de aftelsequentie liep NASA tegen enkele problemen aan. Wegens een onweersbui moest het voltanken van de raket worden uitgesteld. Daarna deed er zich een waterstoflek voor. Dat werd opgelost, maar de lancering kon daardoor waarschijnlijk niet meer bij de start van het lanceervenster plaatsvinden. Daarop bleek dat er een bleed valve in RS-25-hoofdmotor 3 niet correct opende of de sensor die de werking daarvan meet een incorrecte waarde doorgaf. Bleed valves zijn ventielen waardoor kleine hoeveelheden waterstof in de motoren worden gelaten voor het voorkoelen van de motoren. Het openen van de bleed valves werd tijdens de generale repetitie niet getest. Ook liep de communicatie met de Orion tijdens de aanloop nog niet nominaal. Ook was er kort de vrees voor een scheur in een van de tanks. Het bleek slechts om een scheur in het isolatieschuim te gaan waardoor er zich ijs afzette op de intertank, het onderdeel waarmee de waterstoftank en de zuurstoftank op elkaar zijn  gemonteerd.
Het probleem met de bleed valve leidde er toe dat de lancering voor de dag werd geannuleerd. Wel werd de sequentie nog doorgezet om andere onderdelen van de raket te testen. Ook werd er nog een probleem met een afblaasventiel in de intertank gemeld. Achteraf bleek dat men die dag ook zonder de technische problemen niet had kunnen lanceren omdat de weersomstandigheden dat niet zouden hebben toegelaten.

### Lanceersequentie 3 september
De problemen leken de volgende dag te zijn verholpen en NASA besloot een lanceerpoging op niet op 2 september, maar op 3 september plannen. Er werd op dat moment een kans van zestig procent op gunstig lanceerweer gegeven.
Het probleem met de bleedvalve was waarschijnlijk ontstaan door de lage temperatuur van de motor. Daarom wordt de aftelsequentie gemodificeerd; de zogenaamde bleed test wordt vroeg in de sequentie geplaatst wanneer de motoren nog op omgevingstemperatuur zijn. Tijdens de green run test was dit met succes ook zo gedaan en daarom wil NASA dit repliceren. Aan de hand van gegevens van andere sensoren in de raket kon men berekenen dat de motor tot de juiste temperatuur moest zijn afgekoeld en de temperatuursensor niet de juiste waarde uitgaf. Deze defecte sensor wordt bij de volgende aftelsequentie genegeerd omdat er voldoende andere data beschikbaar is. Het probleem met de communicatie van de Orion had met een fout in het laden van de software te maken.
Op 1 september was de kans op gunstig lanceerweer toegenomen tot zeventig procent. De aftelsequentie werd die dag opgestart.
Op 2 september achtte men de kans op gunstig lanceerweer op zestig procent aan het begin van het lanceervenster, oplopend naar tachtig procent aan het eind.
Op 3 september deed zich een significante lekkage voor in de aansluiting voor vloeibare waterstof. Na drie vergeefse pogingen om de aansluiting dicht te krijgen door deze op te laten warmen en weer af te laten koelen (dit had op 29 augustus wel gewerkt) moest van een lancering die dag worden afgezien. Een aantal uur later werd bekendgemaakt dat ook een lanceerpoging op 5 of 6 september werd uitgesloten.

### Lanceervenster nr.26 (september-oktober 2022)
| Datum        | Opening lanceervenster (UTC) | Duur (minuten) | Status                                                                                   |
| ------------ | ---------------------------- | -------------- | ---------------------------------------------------------------------------------------- |
| 19 september | 08:29                        | 17             |                                                                                          |
| 20 september | 08:45                        | 67             |                                                                                          |
| 21 september | 08:58                        |                | cryogene demonstratie (geslaagd)                                                         |
| 22 september | 09:48                        | 120            |                                                                                          |
| 23 september | 10:47                        | 120            | lanceerdatum aangevraagd op 8 september maar op 12 september geschrapt                   |
| 24 september | 11:27                        | 120            |                                                                                          |
| 25 september | 11:28                        | 120            |                                                                                          |
| 26 september | 11:28                        | 120            |                                                                                          |
| 27 september | 15:37                        | 70             | lanceerdatum aangevraagd op 8 september, 24 september geschrapt wegens orkaanverwachting |
| 28 september | 13:40                        | 34             |                                                                                          |
| 1 oktober    | 17:34                        | 120            |                                                                                          |
| 2 oktober    | 18:52                        | 109            | lanceerdatum aangevraagd op 12 september, geschrapt op 26 september                      |
| 3 oktober    | 20:15                        | 59             |                                                                                          |
| 4 oktober    | 21:45                        | 2              |                                                                                          |

### Nieuwe tanktest
De kans was groot dat het platform met de raket terug moest naar het VAB om de Quick-Disconnect lijn waardoor waterstof in de raket wordt gepompt daar te vervangen. Er werd onderzocht of dat toch op het Lanceercomplex kon. Mocht dat lukken dan hoopte NASA tijdens het volgende lanceervenster, dat van 19 september t/m 4 oktober loopt, nog een nieuwe lanceerpoging te kunnen ondernemen. Dat bracht het probleem met zich mee dat de accu’s van het autonome vluchtbeëindigingssysteem door de Space Delta 45 (onderdeel van US Space Force met autoriteit over beide lanceerbases in Florida) waren goedgekeurd voor een levensduur van 25 dagen; dit moest dan tot 40 dagen worden opgerekt. Ook beperkte het feit dat de lancering van SpaceX Crew-5 voor 3 oktober was ingepland het aantal lanceerdata in die periode voor Artemis I.
Op 6 september 2022 werd bekendgemaakt dat NASA de gewraakte waterstof-aansluiting toch op het lanceerplatform zou repareren. Daarmee was nog niet volledig uitgesloten dat ze de raket moeten terugrollen; Het eventueel vervangen van de accu’s kan alleen in het VAB gebeuren. NASA wacht een besluit daarover dus af. Ook is het tankprogramma zo aangepast dat het voltanken langzamer gebeurt en de druk op de aansluiting van de tankleiding daardoor minder groot is. Een cryogene tanktest werd voor 17 september gepland maar verschoof naar 21 september. Op 8 september werd de reservering van 23 en 27 september als lanceerdatum bij Space Delta 45 aangevraagd. 23 september verviel al snel en op 12 september werd een reservering voor 2 oktober aangevraagd. NASA verwachtte dat de goedkeuring voor de verlenging van de officiële levensduur van accu van het vluchtbeëindigingssysteem geen probleem zal opleveren.
Op 19 september werd de opstartsequentie voor de tanktest in werking gesteld. Op 21 september toen het langzaam tanken overging in sneller tanken ontstond wederom een waterstoflekkage bij de aansluiting. Echter, zolang de lekkage minder dan vier procent bedroeg wordt dit acceptabel geacht en in deze testsituatie wordt de test pas afgebroken bij tien procent of meer. De lekkage nam bij het toenemen van de druk eerst toe tot 3,4 procent maar nam af nadat de waterstoftank geheel was gevuld. De test die bestond uit een aftelsequentie die tot T-10 minuten liep gevolgd door een pre press test waarbij de tanks en motoren onder druk werden kon al met al een succes worden genoemd.
Op 23 september gaf NASA aan reeds een "waiver" van Space Delta 45 te hebben ontvangen voor de accu van het vluchtbeëindigingssysteem en dat de raket klaar was voor een nieuwe lanceerpoging.

### Orkaan Ian
Ondertussen werden de weersvoorspellingen goed in de gaten gehouden. Op 23 september werd de kans op gunstig lanceerweer voor 27 september op slechts twintig procent gehouden en dreigde een orkaan Ian op 29 september over Florida te trekken die mogelijk een roll-back naar het VAB vereist. Op 24 september viel daarover het definitieve besluit om van een lancering op 27 september af te zien en een roll-back te voorbereiden. NASA was van plan op 25 september te besluiten of de roll-back daadwerkelijk zou worden uitgevoerd maar schoof die beslissing nog een dag voor zich uit om meer duidelijkheid over de te verwachten route van de orkaan krijgen. 
Op 26 september werd besloten de raket naar het VAB terug te rollen. Een paar uur na de aankomst van de raket in het VAB werd er een brand in het gebouw gerapporteerd die verder weinig schade veroorzaakte. Na de roll-back werd besloten de lancering niet naar het volgende lanceervenster dat van 17 t/m 31 oktober duurt door te schuiven maar naar het lanceervenster dat van 12 t/m 27 november duurt.

### Lanceervenster nr.28 (november 2022)

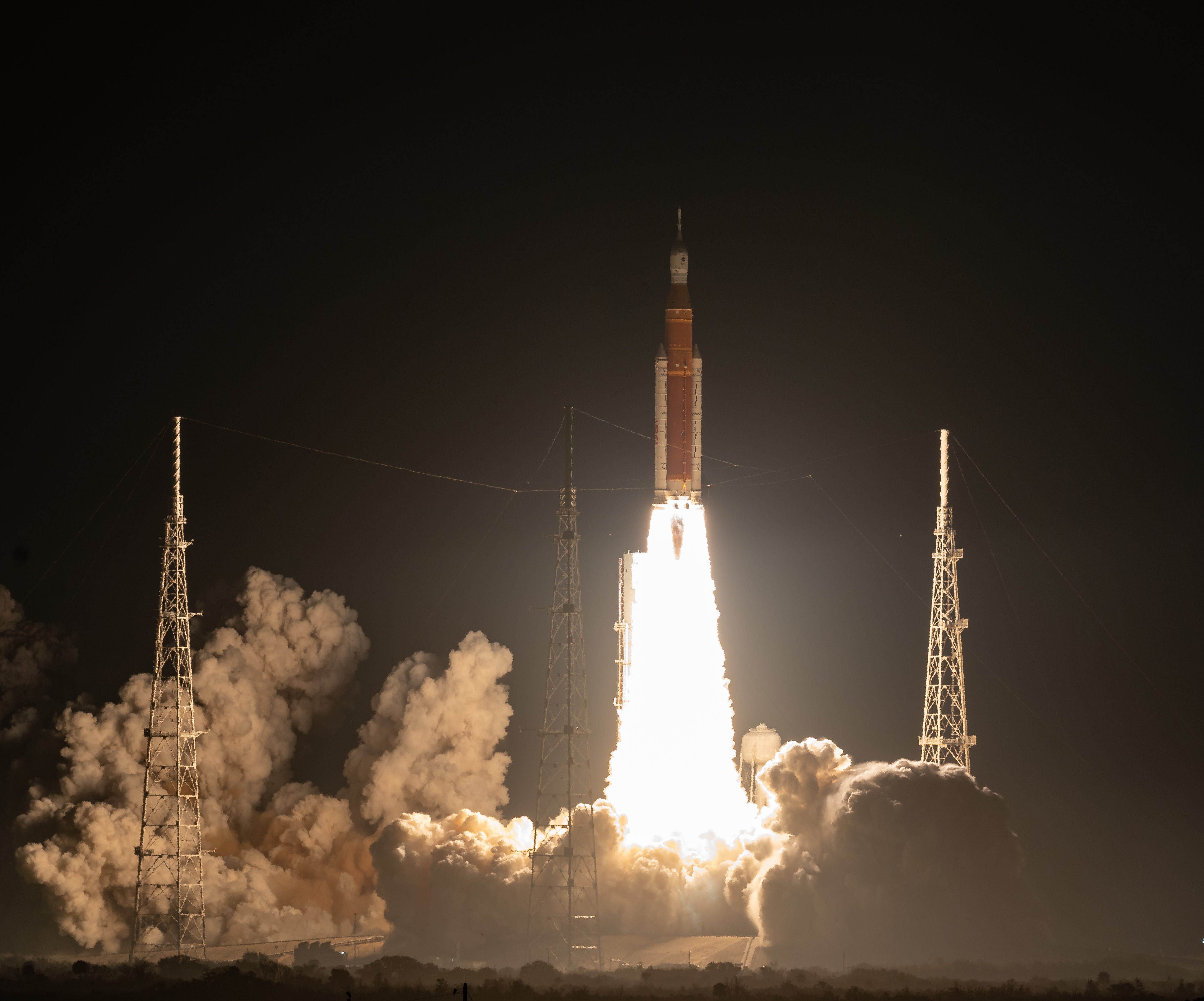
De lancering

In oktober reserveerde NASA drie data in het lanceervenster dat van 12 tot 27 november geopend is. Mocht het 19 november nog niet zijn gelukt tot een lancering te komen dan hoopte NASA op 25 november nog een datum te kunnen inplannen. Dit zou moeilijker zijn geweest omdat door de thanksgivingvakantie, NASA, de Space Force en/of de FAA in die periode onvoldoende personeel beschikbaar kunnen krijgen.
| Datum       | Opening lanceervenster (UTC) | Duur (minuten) | Status                                                                                   |
| ----------- | ---------------------------- | -------------- | ---------------------------------------------------------------------------------------- |
| 12 november | 04:55                        | 24             |                                                                                          |
| 14 november | 05:07                        | 69             | was gereserveerd maar verviel op 8 november door vertraging als gevolg van orkaan Nicole |
| 15 november | 05:20                        | 112            |                                                                                          |
| 16 november | 06:04                        |                | gelanceerd om 06:47, was aanvankelijk reservedatum                                       |
| 17 november | 06:04                        | 120            |                                                                                          |
| 18 november | 06:11                        | 120            |                                                                                          |
| 19 november | 06:45                        | 120            | reservedatum                                                                             |
| 22 november | 11:06                        | 120            | onbruikbaar door thanksgiving                                                            |
| 23 november | 11:34                        | 120            | onbruikbaar door thanksgiving                                                            |
| 24 november | 14:02                        | 120            | onbruikbaar door thanksgiving                                                            |
| 25 november | 15:10                        | 111            | reservedatum gereserveerd op 11 november                                                 |
| 27 november | 17:36                        | 4              |                                                                                          |

Op 4 november werd de raket naar de lanceerplaats overgebracht. De lange duur van de lanceercampagne had ondertussen vragen opgeworpen over meer raketonderdelen met een korte houdbaarheidsdatum, die voor een volgende lancering tegen het licht moeten worden gehouden. Onder meer de boosters en de centrale trap zijn volgens de gebruikte keuringsmethoden maar een beperkte tijd houdbaar. De centrale trap mag ook maar maximaal vijftien keer worden volgetankt, inclusief de testperiode op het Stennis Space Center, en de raket mag maar elf keer op het mobiele lanceerplatform worden verreden. 
Kort na de roll-out ontstond ten oosten van de Bahama’s een depressie die zich tot de tropische storm Nicole ontwikkelde en volgens de voorspellingen op 9 november langs het Kennedy Space Center zou trekken. De storm zou volgens de voorspellingen korte tijd orkaankracht hebben maar de verwachtte wind op het Kennedy Space Center zou volgens de voorspelling van 7 november de limieten voor SLS niet overschrijden en de raket mocht daarom op het lanceercomplex blijven staan.
In de loop van 7 en 8 november verslechterden de weersvoorspellingen. Op 8 november werd de kans op overschrijding van de limieten door de orkaan op vijftien procent geacht. Het was toen al ruimschoots te laat om nog een roll-back te organiseren. SLS kan windstoten tot 137 kilometer per uur aan. Het lanceerschema liep door de komst van Nicole al zeker twee dagen vertraging en de lancering werd uitgesteld naar 16 november. De kans op overschrijding van de windlimiet voor SLS was in de ochtend van 9 november afgenomen tot vier procent.
Nadat het oog van de orkaan in de nacht van 9 op 10 oktober ten zuiden van het Kennedy Space Center aan land was gekomen bleek dat de hardste windstoten juist op het KSC waren en de windlimieten van SLS daarbij waren overschreden. Er waren rond het platform windstoten tot 161 kilometer per uur gemeten. Op 11 november gaf NASA aan dat op dat moment niets een lancering op 16 november in de weg zat. Wel was 25 november inmiddels als extra reservedatum gereserveerd. Als de lancering op 16 november plaatsvindt dan zal de missie 26 dagen duren.

#### Lancering

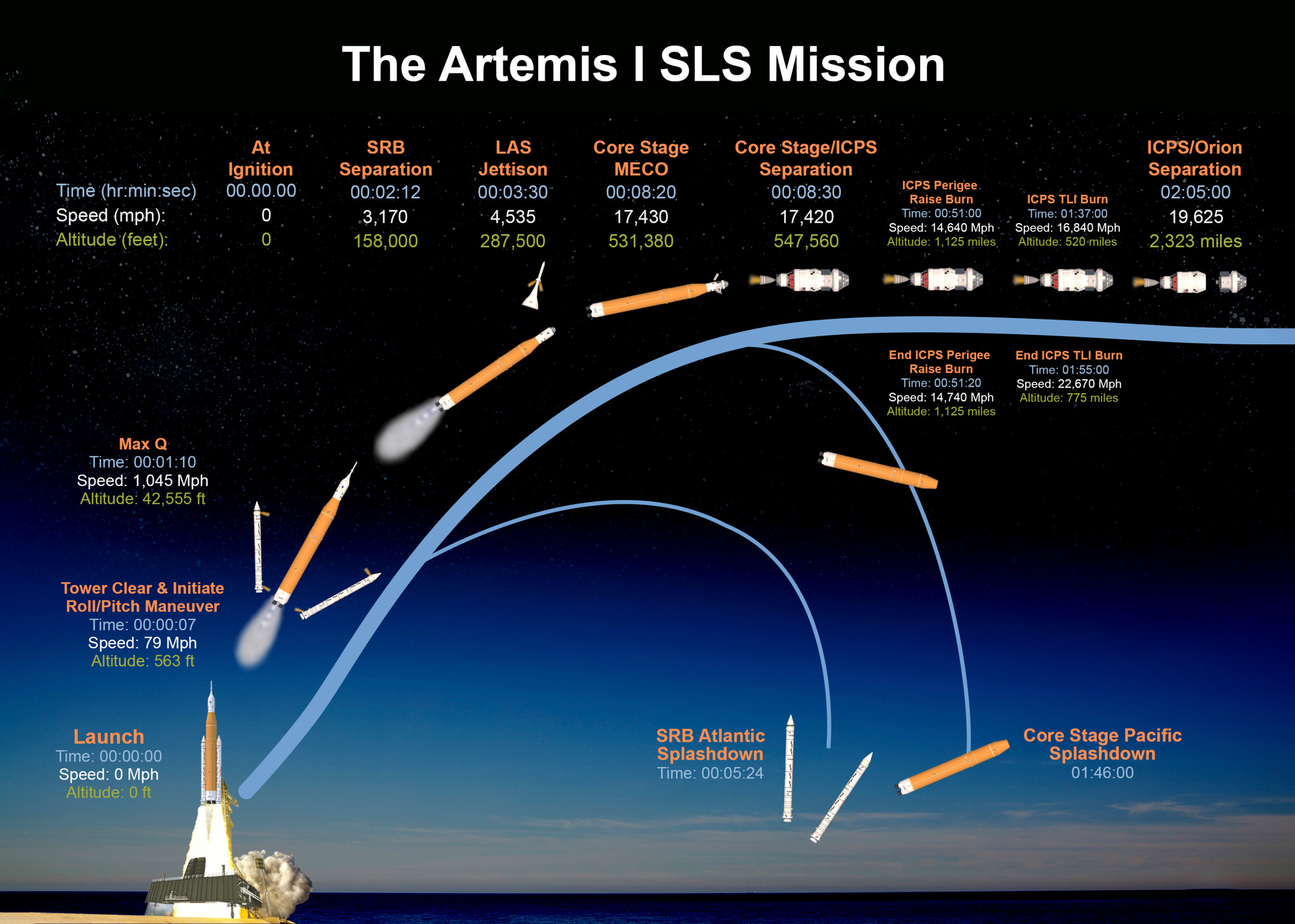
Verloop van de lancering

Tijdens de aftelsequentie, enkele uren voor de geplande lancering, tijdens het voltanken van de stuwstoftanks ontstond er een lek in het mobile lanceerplatform. Korte tijd lekte er 1,5 procent waterstof weg, maar dat zakte al snel af naar 0,2 procent. NASA stuurde daarop een Red Crew bestaand uit drie technici naar het platform om met succes een pakking-bout aan te draaien en daarmee het lek te dichten.  
Daarna deed zich nog een probleem met een ethernetswitch voor. Doordat de vervangende switch nog moest worden getest en het tanken door het eerdere lek ietwat vertraagd raakte was een lancering om 06:04 UTC niet mogelijk en werd gewacht tot die problemen waren verholpen voordat de laatste tien minuten van de aftelsequentie kon worden gestart. 
Na de Go-No Go-poll werd de aftelsequentie om 06:37 UTC hervat. Tien minuten later steeg de raket op. Na twee minuten werden de opgebrande boosters afgeworpen. Na drie en een halve minuut werd de inmiddels overbodige ontsnappingmotor afgevuurd. Na acht minuten en drie seconden had de corestage zijn werk voltooid waarna deze werd afgeworpen.  
De bereikte snelheid was een fractie lager dan vooraf was ingeschat. De raket was daardoor op dat moment in een ballistische baan van 1800 bij 30 kilometer terechtgekomen in plaats van 1850 bij 30 kilometer. Dit was overigens binnen de vooraf gestelde grenzen en leverde geen problemen op. De combinatie van Orion en de Interim Cryogenic Upper Stage had zoals gepland bijna de orbitale snelheid. Dit type baan was bedoeld om ervoor te zorgen dat de Orion automatisch op Aarde zou terugkeren als de tweede trap om welke reden ook niet zou starten. Tijdens deze parkeerbaanfase werden de zonnepanelen van de servicemodule uitgevouwen. Op de zonnepanelen waren camera’s bevestigd waarmee de Orion zichzelf filmde. 
Een 53 minuten na de lancering startte de tweede trap zijn RL-10-hoofdmotor om met een 30 seconden durende stoot de orbitale snelheid te halen en het perigeum van 30 naar 180 kilometer te verhogen. De achtergelaten corestage zou boven de Indische oceaan terug in de atmosfeer vallen.
Anderhalf uur na de  lancering werd de achttien minuten durende Trans Lunar Injection-stoot gestart waarmee de baan om de Aarde werd verlaten om in zes dagen richting de invloedssfeer van de Maan te vliegen. Een belangrijk testdoel tijdens de TLI-stoot was aan te tonen dat de uitgeklapte zonnepanelen niet zouden (af)breken onder de mechanische stres van dat moment. Na de TLI-stoot werd de tweede trap afgeworpen en werden de eerste manoeuvres met behulp van het Orbital Maneuvering System (OMS) van Orion uitgevoerd.

## Verloop vlucht

Animatie gepland vluchtverloop

Animatie gepland vluchtverloop ten opzichte van de maan

Na de succesvolle lancering werden ook de tien CubeSats met succes in hun trajecten afgezet. Er werden tijdens de zes dagen durende vlucht richting de Maan verschillende testen van Orion uitgevoerd, waaronder het richten van de zonnepanelen en het testen van de stuwers. De zonnepanelen bleken meer stroom op te wekken dan vooraf werd gedacht. 
Op 18 november werd gemeld dat de lanceerinstallatie tijdens de lancering significant meer schade had opgelopen dan was verwacht; drie dagen later bleek uit vrijgegeven foto’s dat onder meer de liftdeuren van beide personeelsliften in de lanceertoren door de stuwkracht waren vernield.

### Eerste flyby langs de Maan

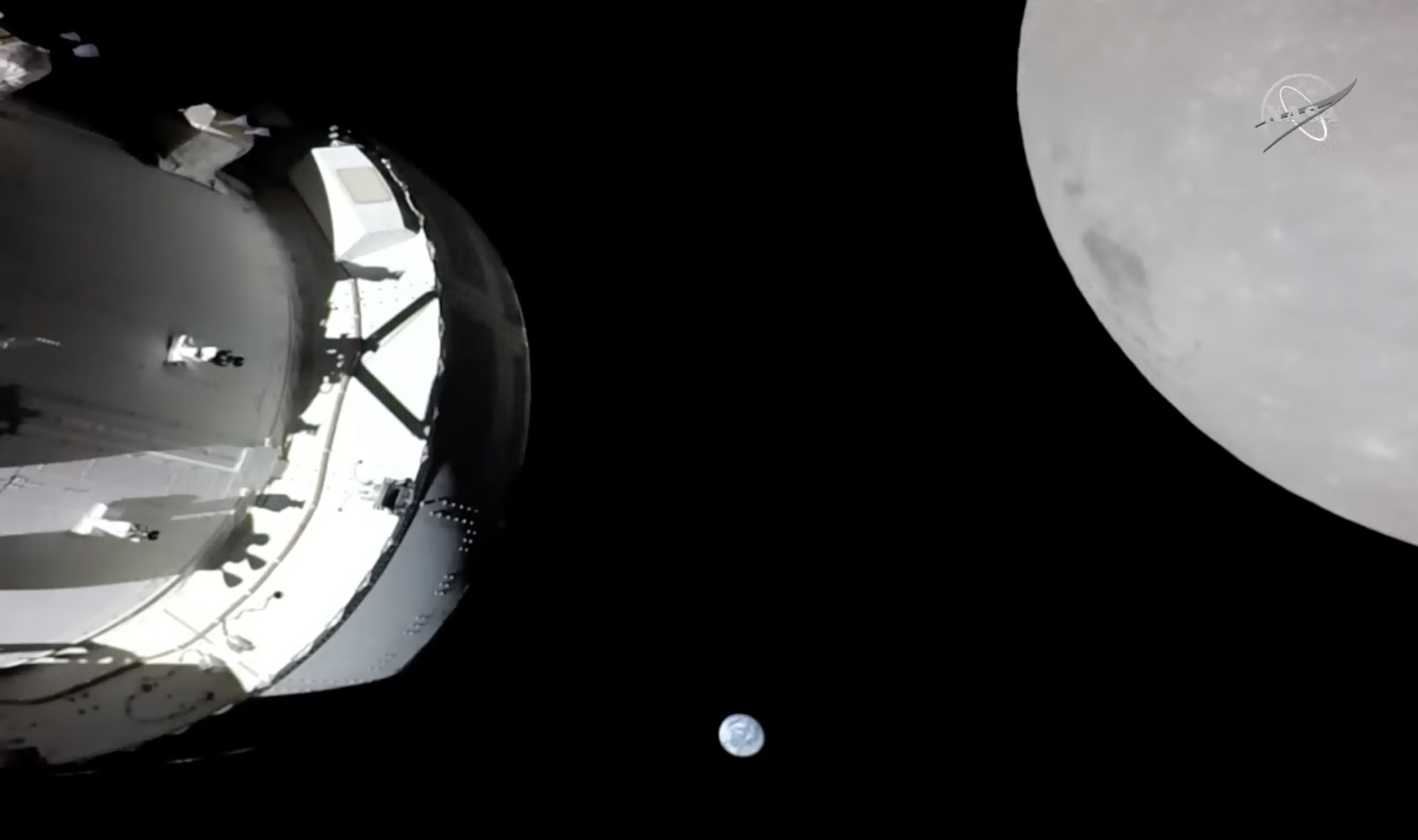
Orion, Maan en Aarde, gefotografeerd tijdens de eerste Flyby vlak voor het tijdelijke verlies van contact

Op 20 november om 19:09 UTC bereikte Orion de gravitationele invloedssfeer van de Maan. Op het moment dat Orion de gravitationele invloedssfeer van de Aarde verruilde voor die van de Maan was de snelheid van Orion afgenomen tot 570 kilometer per uur maar zou daarna door de zwaartekracht van de Maan weer toenemen. 
Op 21 november rond 12:30 UTC vloog Orion achter de Maan langs. Tijdens die periode was er vanaf 12:26:20 UTC  gedurende 34 minuten en een seconde geen communicatie met de Aarde mogelijk. Wel werd in die tijd, volledig autonoom, de flyby-stoot met een duur van twee minuten en dertig seconden uitgevoerd waarbij de snelheid en uitrichting met behulp van de OMS-motor en de zwaartekracht van de maan werd aangepast zodat de capsule in een elliptische baan om de maan zou geraken. De flyby-stoot bewerkstelligde een snelheidsverschil van 643 kilometer per uur. Orion zou het maanoppervlak om 12:57 UTC tot op 130 kilometer naderen. Om 13:00:21 UTC werd het signaal van Orion weer opgepakt en bleek de manoeuvre succesvol te zijn geweest.

### Naar het verste punt
Tijdens de elliptische vlucht die lange tijd aan de achterzijde van de maan verbleef, werd een groot aantal gedetailleerde foto’s van het maanoppervlak gemaakt met Orions optische navigatieinstrumenten. Op 25 november naderde Orion zijn grootste afstand van de Aarde op zo’n 65.000 kilometer voorbij de Maan. Om 21:52 UTC werd de distant retrograde orbit insertion burn uitgevoerd, waarbij de OMS gedurende een minuut en 28 seconden actief was om zich naar een verre circulaire retrograde baan om de Maan te manoeuvreren. 

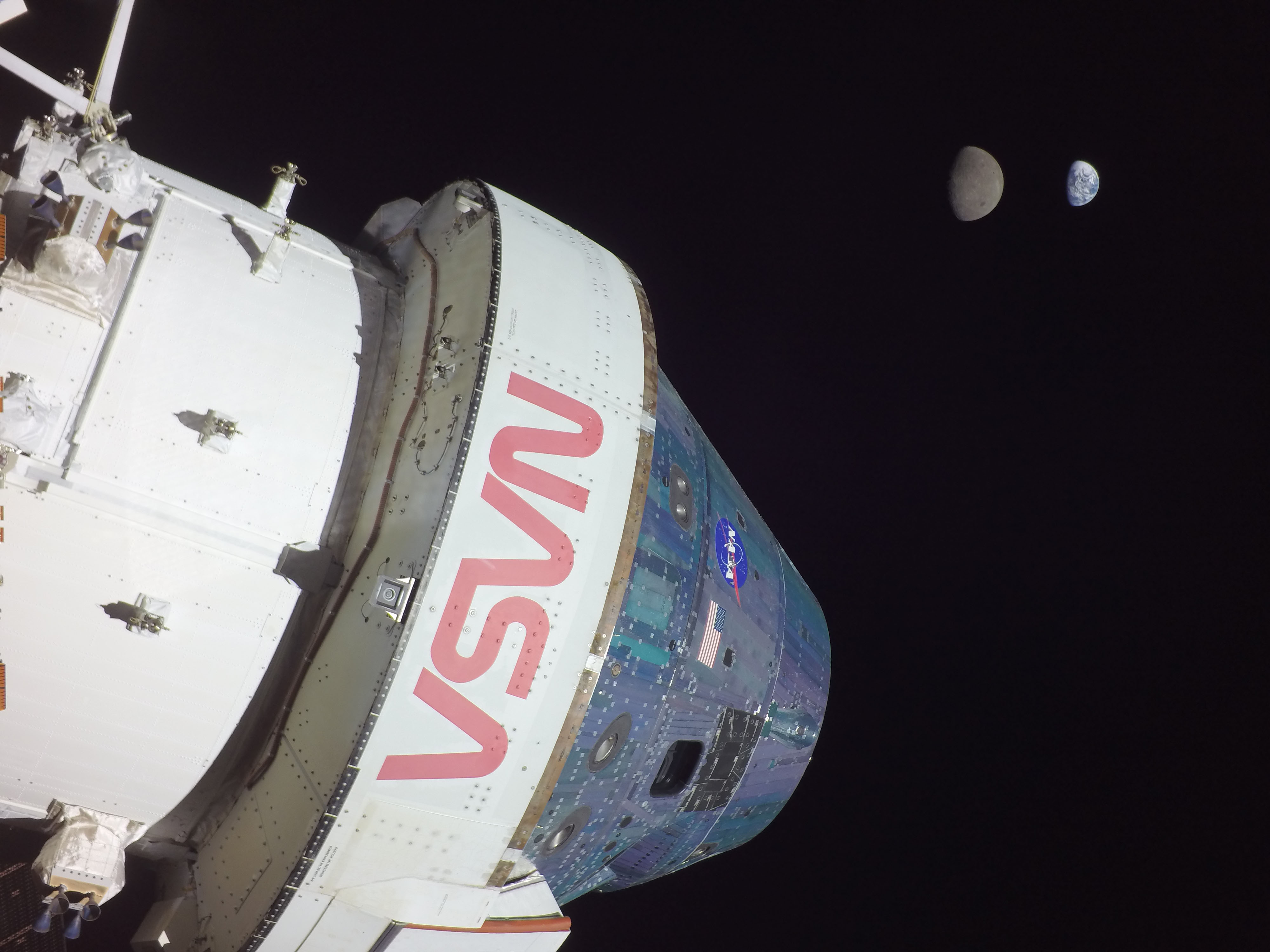
Orion, Maan en Aarde kort voor het bereiken van het verste punt

Op 26 november om 13:40 UTC werd het record van de afstand van een voor bemanning bedoeld ruimteschip vanaf de aarde overschreden. Dat was op 400.171 kilometer van de Aarde en stond op naam van Apollo 8. Op 28 november om 20:57 UTC bereikte Orion z’n grootste afstand ten opzichte van de Aarde: 432.194 kilometer.

### Terug langs de Maan
Op 1 december 2022 om 21:53 voerde Mission Control de manoeuvre uit waarmee Orion de verre retrograde baan om de Maan verliet om nogmaals dicht lang de Maan te vliegen. Deze manoeuvre die de Distant Retrograde Orbit Departure Burn heet, gebeurde middels een OMS-stoot van 1 minuut en 45 seconden. 
Op 5 december 2022 om 16:42 UTC vloog Orion weer dicht langs de Maan. Kort nadat het dichtste punt werd bereikt, werd de OMS-motor gestart om de koers terug naar Aarde in te zetten. Deze Return Lunar Flyby Burn duurde 3 minuten en 27 seconden en vond plaats aan de achterzijde van de Maan tijdens een periode waarbij geen contact tussen Orion en het vluchtcontrolecentrum mogelijk was.

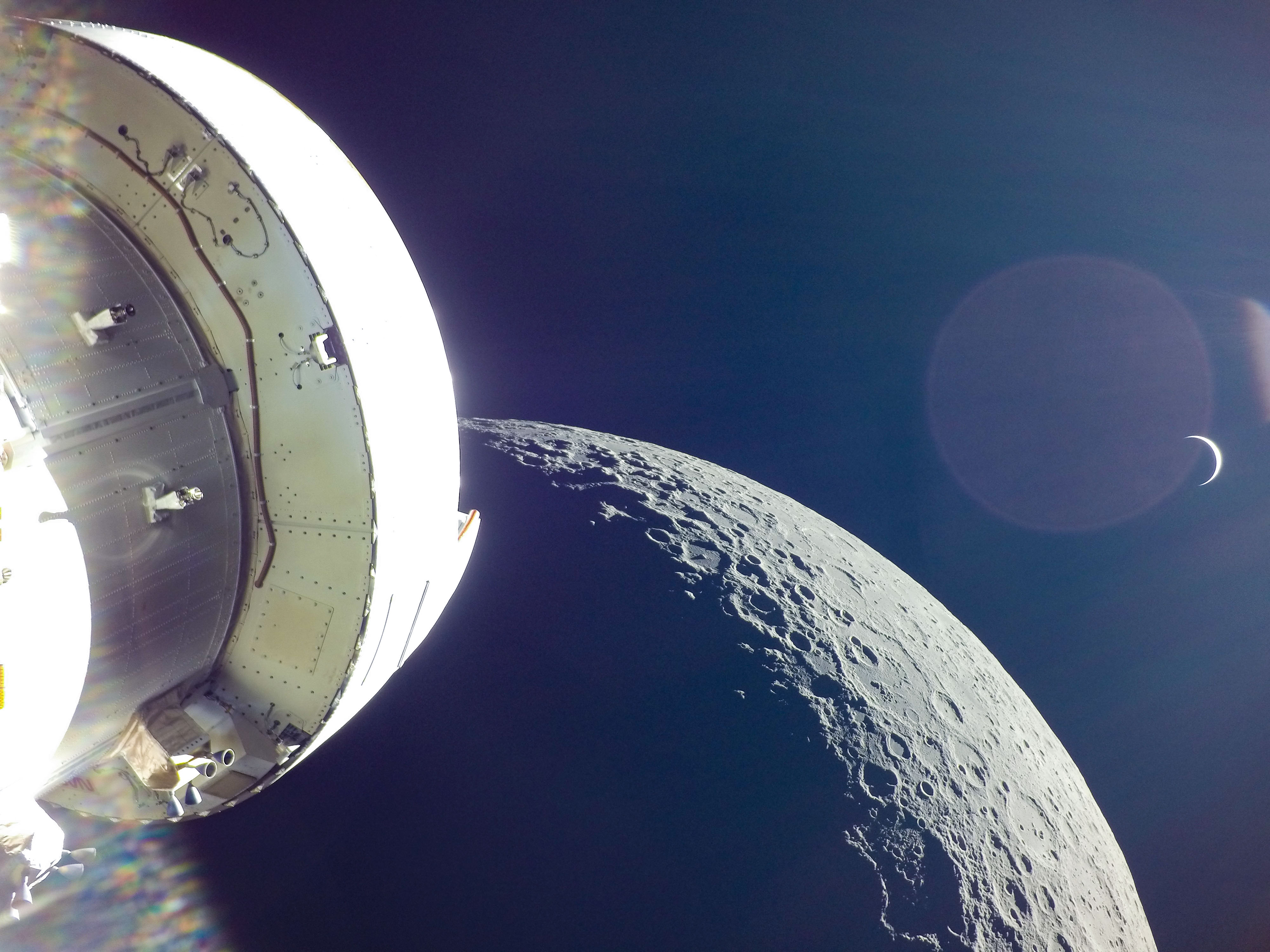
Orion vliegt kort na de Return Lunar Flyby Burn, langs de Maan en is op koers richting het sikkeltje van de Aarde

Ondertussen werd op het Kennedy Space Center op 8 december, 22 dagen na de lancering, het mobiele lanceerplatform van LC-39B naar het VAB gereden. Omdat de weersvoorspellingen voor de primaire landingsplaats voor de kust van San Diego niet gunstig waren werd die dag ook besloten voor de landing uit te wijken naar een plaats 555 kilometer zuidelijker, voor de kust van het Mexicaanse schiereiland Neder-Californië.

### Landing

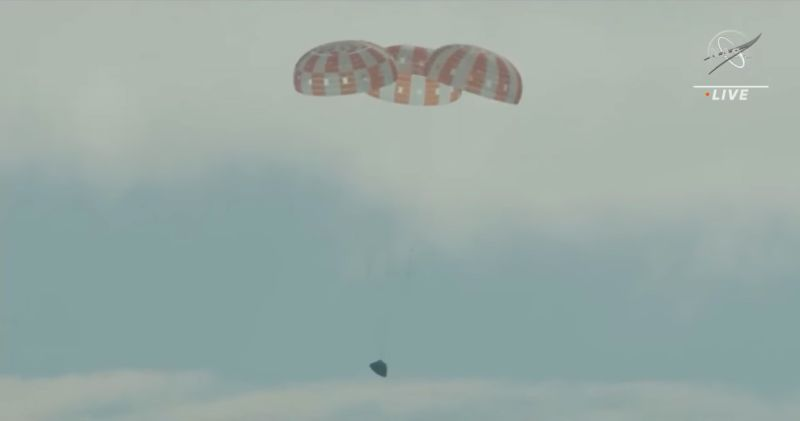
Orioncapsule tijdens de landing op aarde

Tijdens de vlucht terug naar Aarde liep de snelheid van Orion op van enkele honderden kilometers per uur (tijdens overgang van zwaartekracht-sferen) naar zo’n 39.000 kilometer per uur. De Orion  vloog over Australië en Antarctica en vervolgens noordwaarts. 
Zo’n 40 minuten voor de landing koppelde Orion de Europese Service Module af. Kort daarop werden de stuwers van Orion zestien seconden aangezet om de landingsplaats op de eerder genoemde 550 kilometer zuidelijker te krijgen dan eerder was gepland. Daarna vloog Orion voor de eerste keer de atmosfeer binnen om af te remmen. Gedurende ongeveer 4 minuten was er door plasmavorming geen contact mogelijk. In die periode verloor de capsule ongeveer een derde van zijn snelheid. Niet lang daarna kwam Orion nogmaals, nu definitief de atmosfeer binnen en ging het contact nogmaals verloren. 
Toen de Orion tot een subsonische snelheid was afgeremd konden de twee stabilisatieparachutes worden geopend, gevolgd door de drie hoofdparachutes. 90 seconde later plonsde Orion neer in de Grote Oceaan. Alles werkte voor zover bekend naar behoren.

## Berging, post-flight activiteiten en evaluatie
Na de landing werd enkele uren gewacht met het bergen van de capsule. Omdat het een testvlucht was wilde men de capsule langer dan normaal aan het zeewater blootstellen om te kijken waar er mogelijk water-lekken zouden zijn. In die periode werd ook de aanwezige ammoniak uit het voertuig gelaten om de berging veiliger te maken. Marineschip USS Portland werd als bergingsschip gebruikt. 
Op 13 december 2022 kwam de USS Portland aan in de haven van San Diego waar de Orion-capsule een dag later aan land werd gebracht. Op 30 december 2022 arriveerde de Orion terug op het Kennedy Space Center. Daar worden de experimenten die aan boord waren uitgeladen en wordt het hitteschild verwijderd en onderzocht.
Na een serie evaluaties werd Artemis I op 7 maart 2023 officieel tot een succes verklaard. NASA gaf aan dat SLS, Orion en de grondsystemen klaar zijn om astronauten te lanceren.
In mei 2024 rapporteerde de NASA Inspector General aan het Amerikaanse congress dat het ablatieve hitteschild tijdens Artemis I op meer dan honderd plaatsen flink meer was geërodeerd dan was verwacht. Hoewel het geen gevaar voor de missie opleverde onderzoekt NASA nog altijd waardoor dit heeft kunnen gebeuren.
Een internationaal team van onderzoekers van onder andere ESA, DLR en NASA onderzocht de  bescherming tegen kosmische straling in de Orion capsule.  De studie analyseerde de stralingsgegevens die waren verzameld gedurende de 25 dagen durende Artemis 1-missie met sensoren die overal in het ruimtevaartuig waren geplaatst en in twee humanoïden, genaamd Helga en Zohar. De  meest beschermde gebieden van Orion boden vier keer meer bescherming dan de minst beschermde gebieden. Ze stelden vast dat een verandering in de oriëntatie van het ruimtevaartuig tijdens de reis door de Van Allen-stralingsgordels resulteerde in een vermindering van de stralingsdosis met ongeveer 50%, wat het belang van afscherming en positionering van ruimtevaartuigen aantoont.

## Trivia
- De SLS-corebooster van Artemis I bevatte de volgende RS-25-motoren:
  - E2045 - gebruikt op twaalf spaceshuttlevluchten, waaronder STS-95
  - E2056 - vier spaceshuttlevluchten, waaronder STS-114
  - E2058 - zes spaceshuttlevluchten, waaronder STS-133
  - E2060 - drie spaceshuttlevluchten, waaronder STS-135
- De AJ10-190 OMS-E-motor van de European Service Module werd eerder tijdens negentien Spaceshuttlevluchten gebruikt.
- De RL10-B-2, de hoofdmotor van de tweede trap, werkte tijdens de vlucht in totaal achttien minuten; langer dan een RL-10 sinds de introductie van haar eerste versie begin jaren 1960 ooit heeft gedaan.
- ESA stuurde een Shaun het schaap-pop in een astronautenoverall mee aan boord van de Orion[73]
- In de raket waren om symbolische redenen enkele (kleine) onderdelen gebruikt die tijdens STS-1, de eerste Spaceshuttlemissie, werden gebruikt.
- Een aantal uur voor de landing van Orion werd iSpace Hakuto-R Mission-1, de eerste commerciële vracht-maanlander ooit, gelanceerd.